# كهف ويلسون
كهف ويلسون (بالإنجليزية: Wilson's Cave)‏ هو كهف يقع ضمن أقاليم ما وراء البحار البريطانية في منطقة جبل طارق التابعة للتاج البريطاني.